# Karl Novak
Karl Novak (19 de outubro de 1905 – 1975) foi um oficial militar iugoslavo-esloveno. É conhecido por ser o comandante dos Chetniks Eslovenos na Província de Liubliana (parte da atual Eslovênia) durante a Segunda Guerra Mundial.

## Biografia
Novak nasceu em Pula em 1905.  Depois de se formar no ensino médio em Maribor, frequentou a academia militar. 
Antes da Segunda Guerra Mundial, Novak era major do Exército Real Iugoslavo. 

## Segunda Guerra Mundial
Após a invasão da Iugoslávia pelo Eixo em abril de 1941, Novak foi para o quartel-general de Draža Mihailović em Ravna Gora junto com Jaka Avšič.  Novak foi instruído por Mihailović para se infiltrar no quartel-general das forças comunistas na Eslovénia, mas esta tentativa falhou porque os comunistas eslovenos foram avisados pelo quartel-general comunista de Užice. 
Em fevereiro de 1943, Novak, principal representante de Draža Mihailović na província, tendo tentado durante muitos meses fazer com que a Aliança Eslovena colocasse algumas das suas forças sob o seu comando, formou a sua própria milícia, conhecida como Guarda Azul (também conhecida como os "Chetniks Eslovenos").  Todas as principais facções de resistência na Eslovénia tinham os seus representantes no quartel-general de Novak, incluindo a Legião Eslovena, a Legião Nacional e a Legião Sokol.  Novak foi o único comandante Chetnik que exerceu controle político e militar completo sobre as unidades sob seu comando nominal.  No entanto, esta unidade nunca ultrapassou 400 soldados e, como Novak não tinha base política na Eslovénia, nunca foi uma força militar ou política significativa. Após a guerra, Novak afirmou que o Exército Real Iugoslavo na Eslovênia teve encontros armados com tropas italianas e reuniu informações sobre os italianos para Mihailović, mas de acordo com o historiador Jozo Tomasevich a primeira afirmação é infundada, pois os italianos alocaram uma zona operacional para o principal de Novak unidade e indiretamente forneceu-lhe suprimentos, e seu tamanho e restrições ao seu movimento impediram a coleta de muitas informações úteis. 
Perto de Novo Mesto, em agosto de 1943, Novak estabeleceu o Destacamento Chetnik de Liubliana.  O Major Novak esteve em Ljubljana durante a Batalha de Grčarice e comandou suas unidades por meio de conexão de rádio. Após a derrota de suas unidades nesta batalha, o Major Novak foi a Roma para evitar as tentativas alemãs de prendê-lo em Liubliana.  Em 25 de dezembro de 1943, Mihailović promoveu Novak ao posto de tenente-coronel. Em janeiro de 1944, Novak e Dobrosav Jevđević, chefe do serviço de inteligência de Mihailović na Itália,  estabeleceram uma unidade militar Chetnik no litoral esloveno e estabeleceram o seu primeiro destacamento nas Colinas de Gorizia.  Novak era uma espécie de enviado de Mihailović junto aos Aliados na Itália e tinha a intenção de usar esta nova unidade Chetnik como núcleo para nova ação Chetnik na Eslovênia, e por isso solicitou que o quartel-general de Mihailovic obtivesse apoio financeiro da embaixada iugoslava na Suíça. 
Novak morreu em Atenas em 1975. 

### Leitura Adicional
- Крањц, Маријан Ф (2006). Plava garda: zaupno poročilo četniškega vojvode in generalštabnega polkovnika Karla I. Novaka, poveljnika slovenskih četnikov. [S.l.]: Pro-Andy. ISBN 978-961-91794-3-7
- KOROŠEC, I., MIHAILOVIĆ, D., & NOVAK, K. I. (2007). V spomin: [Drža Mihailović in Karel Novak]. Vestnik Zveze Slovencev V Inozemstvu. 28–32.
- CIA archive document about activity of Karl Novak 1941-1945.